# マツダ・787
マツダ・787、787Bは、マツダが製作したプロトタイプレーシングカー。ル・マン24時間レースへの参戦のため、787はIMSA-GTP規定、787BはグループC・カテゴリー2規定に則って製作されている。

## 概要
787および787Bは、イギリス人のナイジェル・ストラウド (Nigel Stroud ) により設計された757を起源とし、767を経て発展したものである。ナンバリング順としては「777」となるところであるが、日本語として発音しにくいことから「787」となった。
787Bは1991年のル・マン24時間レースにおいて総合優勝を果たした。これは日本メーカーにとって初の総合優勝であったほか、ロータリーエンジン車として初、レシプロエンジン以外でも初の総合優勝であり、まさに快挙と呼ぶにふさわしいものであった。
ブレーキシステムサプライヤーのブレンボからは、「仕様書通りの開口面積を確保したブレーキ冷却ダクトを装備したのはマツダだけだった」と評価されている。トランスミッションは、ポルシェ・962Cの5速マニュアルトランスミッション（Hシフト）を上下逆にして装着し使用した。

### シャシー

#### 787
シャシは、767のアルミモノコックからカーボンモノコックへと変更されている。ボディは、ストレートでの最高速重視のため車幅を狭くしてドラッグを減少させるデザインを採用した。
ラジエーターは767のサイドからフロント＋サイドの配置となり、フロントで冷却水、右サイドをエンジンエアインテークとマフラー冷却、左サイドをオイルクーラーに使用して、767Bより冷却能力を向上させると同時にフロント荷重を増大させている。
採用されたサスペンションは、フロントが、767Bの発展型のスプリングダンパーユニットをフローティングタイプとしたインボードタイプのダブルウイッシュボーン、リアがベルクランク式ダブルウイッシュボーンである。
また、走行中のマシンのエンジン稼動状況、サスペンション動作状況、車両挙動等をリアルタイムに情報収集するマツダ独自のマネージメントシステムを採用しており、燃費マネージメントやトラブルの未然防止が図られた。
製造されたのは2台で、うち1台（787-002/202号車）は現在787Bのレプリカに改修されており、もう一台の56号車（787-001/）は1991年のルマンを走行し8位入賞した後に、北米マツダが所有している。

#### 787B
1991年用の787の改良版。
787Bは、787のストレートスピード重視から、コーナリングスピード重視へとマシンのコンセプトを転換し、約200項目に関する改善を施した。その中には、トレッドの拡張（メカニカルグリップ向上）、リアカウル形状変更、カーボンローターディスクブレーキの採用、タイヤ径の18 in化、リアシャシにエンジンロアストラットを追加、サスペンションアームの形状変更、駆動系の補強、冷却性能の強化、ワイヤーハーネス配置の最適化、光学式車高センサの搭載等が含まれている。その結果、ベンチレーション、居住性、ハンドリング特性が向上し、ドライバーの負担軽減が可能となった。
2台（787B-001/18号車と787B-002/55号車）が製造されたのちに、ルマン優勝車を保存することになり、その穴を埋めるべく1台（787B-003/202号車）が追加製造された。

### エンジン

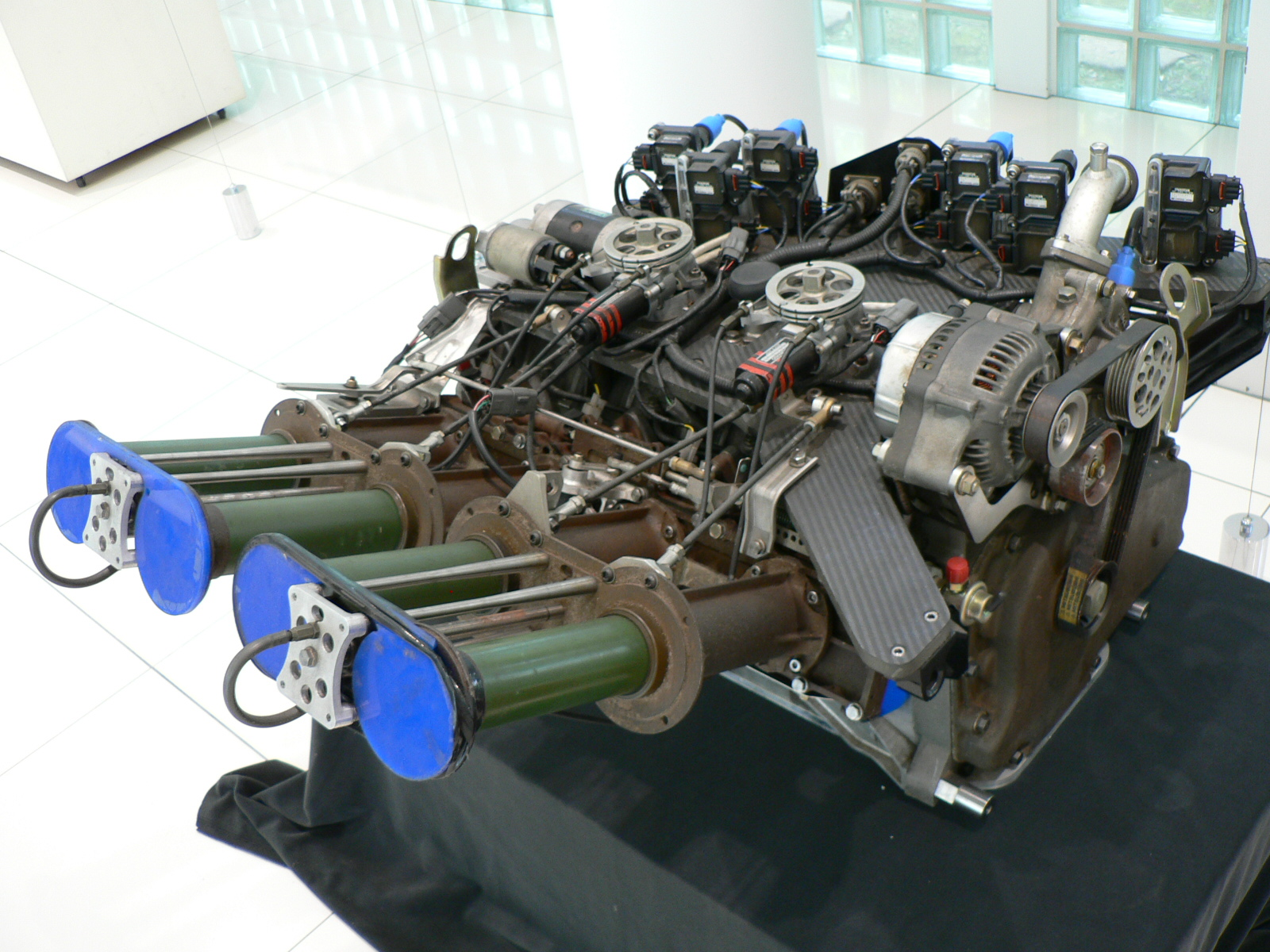
R26B

形式名はR26B。1990年からマツダは、ロータリーエンジンの形式呼称を変更。Rはレース用、26は4ロータの総排気量の2,600 cc（654x4）、Bはローターとハウジング寸法の基本となった13Bから命名。レース専用エンジン。

#### 1990年
マツダ767Bの13J改改の630 psから800 psを目標に開発。目標の800 psを出すためには回転数を10,000rpmとする必要があったが、10,000 rpm/24時間に耐えられるトランスミッションがなかったため、最高回転数を9,000 rpmに抑え、出力を700 psとした。主な採用技術は、多段可変吸気機構（有効出力ゾーンでの500 rpm毎のステップでの可変吸気）、1ロータ3プラグ、ペリフェラルポートインジェクション、セラミック・アペックスシール、ハウジング摺動面全てのサーメットコーティング等。この結果、767Bの13J改改より有効トルクを太く、かつレンジを大幅に拡大し、燃焼効率の改善によるトルクアップ（出力向上）、燃費改善、実用域のレスポンス向上を達成したが、他のグループCマシンは800 psを発揮するものが多かった。

#### 1991年
1990年のR26Bをベースに、マキシマムパワーよりレスポンス重視とし、中・低回転域のトルクの向上、燃費向上、信頼性アップを図った。主要な改善内容は、エンジン制御コンピュータのきめ細かな調整と連続可変吸気機構の採用。連続可変吸気機構は、エンジン回転数に応じた吸気管長を連続的に変動させる方式で、トルク特性がアクセル開度に対してリニアに反応する。マツダがルマンで優勝した55号車をレース終了後そのままの状態で日本に持ち帰って分解したところ、まだ500 km程度の耐久レースならこなせるほどの内部状態だったとされたが、「実際にはエンジンブロー寸前だった」とする説もある（後述）。

## 戦歴

### 1990年
世界スポーツプロトタイプカー選手権（WSPC）に関しては、マツダはル・マン24時間のみの参戦。
当初は全日本スポーツプロトタイプカー耐久選手権（JSPC）にて実戦テストを行う予定だったが、マシンの完成が遅れた事に加え、5月のJSPC・インターチャレンジ富士1000kmが濃霧のため中止となり、実戦を経験することなくル・マン24時間レースに参戦した。ジャッキー・イクスをコンサルタントとして招聘。レースには、常時2台の787が参戦した。バックアップカーとして767Bをル・マンと富士1000kmに使用した。
6月のル・マンでは787を2台、767Bを1台投入したが、この年からサルト・サーキットのユノディエールにシケインが設置されたことに対応したマシン開発をしていなかったため、ストレート重視のマシン設計により予選・決勝ともにタイムが芳しくなかった。787は2台とも深刻なトラブルによりリタイアして完走することができず、旧式の767Bが20位に終わるという不本意な結果に終わった。
- 6月 ル・マン24時間 リタイヤ（2台とも）
  - 201号車 エンジンブロー（トロコイド面のセラミック溶射層の剥離）[1]
  - 202号車 電装系トラブル（熱害によって、複数箇所で配線の被覆が溶解）[1]
- 7月 JSPC・富士500マイル 10位/失格
- 8月 JSPC・鈴鹿1000km  10位/リタイヤ
- 9月 JSPC・SUGO500km 11位/リタイヤ
- 10月 JSPC・富士1000km 7位/リタイヤ

### 1991年
WSPCがスポーツカー世界選手権（SWC）へ名称が変更。同時にレギュレーションが変更され、ル・マン24時間参戦にはSWCへの全戦参加が義務付けられた。マツダは、フランスのオレカ・レーシングに787を1台供与してSWCへ参戦させ、ル・マン24時間レースへの参戦権を確保した（日本で開催されたSWCの鈴鹿とオートポリスは、マツダから2台が参戦）。トヨタと日産はSWCへの参戦を実施しなかったため、ル・マンへの参戦は不可能となった。また湾岸戦争勃発のため、当初参加を予定していたデイトナ24時間レースへの参戦は見送られた。
- 3月 JSPC・富士500km 787 12位/リタイヤ
- 4月 SWC・鈴鹿 787B：6位/787：リタイヤ
- 5月 SWC・モンツァ 787：7位
- 5月 SWC・シルバーストン500km 787：11位
- 6月 SWC・ル・マン24時間 787B：1位、6位/787：8位
- 7月 JSPC・富士500マイル 787B：4位、8位
レナウンチャージカラーの55号車は、ル・マン24時間レース総合優勝を記念して永久保存されることになったため、緑とオレンジの色分け部を逆転したカラーリングの202号車が3台目の787Bとして用意され、以降のレースに使用した。
- 8月 JSPC・鈴鹿1000km 787B：6位
- 9月 JSPC・SUGO500km 787B：9位、リタイヤ
- 9月 SWC・マニ・クール 787：7位
- 10月 JSPC・富士1000km 787B：3位、4位
- 10月 SWC・メキシコシティ 787：9位
- 10月 SWC・オートポリス 787B：9位、10位
- 11月 JSPC・SUGO500マイル 787B：6位、リタイヤ

### 1991年のル・マン24時間優勝
787Bは、前年の1990年に787で参戦した経験から、ストレートスピード重視からコーナリングスピード重視のマシンにするため、トレッドの拡幅（メカニカルグリップ向上）などの変更を加えた改良型であり、ルマンには2台の787B（55号車と18号車）と、前年型の787が1台（56号車）参加した。55号車はレナウン・チャージカラー、18号車と56号車はマツダワークスカラーだった。55号車は、フォルカー・バイドラー、ジョニー・ハーバート、ベルトラン・ガショーにより運転された。
本番直前のテストウィークではマシンが大ダメージを受けたため、マツダが撤退をしようとするのをオレカのボスであるユーグ・ド・ショーナックが説得して押しとどめ、オレカが一週間で直し上げて本番に間に合わせるという一幕があった。
1991年のルマン24時間は6月22日から翌6月23日にかけて決勝レースが実施された。レースは、新SWC規格マシン（排気量3.5 L 自然吸気エンジン搭載車〈最低重量などでレギュレーション上の優遇措置が設けられた〉）が、初参加の走行ということで、次々とトラブルを起こしてリタイヤした。結局、メルセデス・ベンツ・C11勢（1号車、31号車、32号車）が序盤をリードしたが、55号車は夜になってメルセデス勢の後、1周遅れの4位につける。その後、メルセデスの31、32号車はトラブルから後退した。
早朝、34号車、35号車のジャガー・XJR-12と2位争いをしていた55号車はジョニー・ハーバートに2スティント連続担当させる勝負に出て、これに成功。単独2位に浮上、しばらくこの状態が続いた。
レース終了約3時間前の12時54分、2位55号車に3周差をつけて長らくトップを走っていた、1号車メルセデス・ベンツ・C11がトラブル（ウォーターポンプのプーリーが破損したことによるオーバーヒート）で緊急ピットインし後にリタイア。午後1時4分、55号車はトップに上がった。その後2位、3位、4位を占めるジャガー勢・XJR-12は燃費に苦しみ最後までペースが上がらず、レース終盤では1周あたり3分53秒～54秒のタイムを要し追い上げるどころか55号車に置いていかれる結果となった。最後のドライバーはベルトラン・ガショーの予定だったが、コース状況を良く知っているジョニー・ハーバートが引き続き運転、3スティント連続してドライブした。その後トラブルなくレース終了まで走りきり、首位を守り抜いた（レース中に消費するロータリーエンジンの潤滑用のオイルは燃料の水増しではないかと他チームにクレームを付けられる場面もあったが、主催者によって退けられる）。結果、55号車が優勝、18号車が6位、56号車が8位に入った。55号車は、コースを362周走行し、距離にして4,923.2 kmを走った。マシンがマツダピットに戻ってきたとき、ハーバートは長時間の運転による脱水症状で倒れ、表彰台にあがれなかった。
1991年限りでグループCのレギュレーションが変更され、ロータリーエンジンの使用が認められなくなったことで、ロータリーエンジンが参加できる最後の年に初の総合優勝を果たした。なお、1993年から再びロータリーエンジンは参加可能になった。
優勝した55号車はレース終了後日本に送られ、同年7月にマツダの横浜技術研究所でマスメディアを集め、公開エンジンオーバーホールが行われた。一見何の問題もないように見えたエンジンだったが、実はエキセントリックシャフトのロータージャーナルの一つに異常があり、軽量化のために開けられた3箇所の穴がクラックでつながっていたという（ただし担当メカニック以外に気づいたものはおらず、このことが明らかにされたのは31年後の2022年）。このクラックが進行していた場合、55号車は残り数分でエンジンブローによりストップしていた可能性もあった。
また、当時でも設計の主流であった、エンジンをストレスメンバーとして剛性設計に加える構造は、ハウジングをサンドウィッチ構造とするREには元々適さない設計のために苦肉の策で採用された、エンジン下を通してバルクヘッドへ繋げるボディ下部への補強、通称「エンジンストラットロワ」によって補われた。
とはいえ他車種のような最低でもV8の強固なブロックにストレスメンバーを任せる設計に比べると明らかに脆弱なR26Bは、上述の日本での公開分解の際にシャシーへのダメージを露呈させる。
ロードスターの主査も務めた貴島孝雄によればカーボンシャシーのバルクヘッドとエンジンストラットロワの接合穴は負荷と振動で僅かに長穴化していたとのことで、これまた大きなトラブルに繋がりかねなかった事態だった。後年、取材の際に初めてこの事実に触れ、「誰にも言わんかった」と笑う貴島だったが、シャシー側も当にギリギリで24時間を走り切ったのだった。

## その後の787B

### 55号車

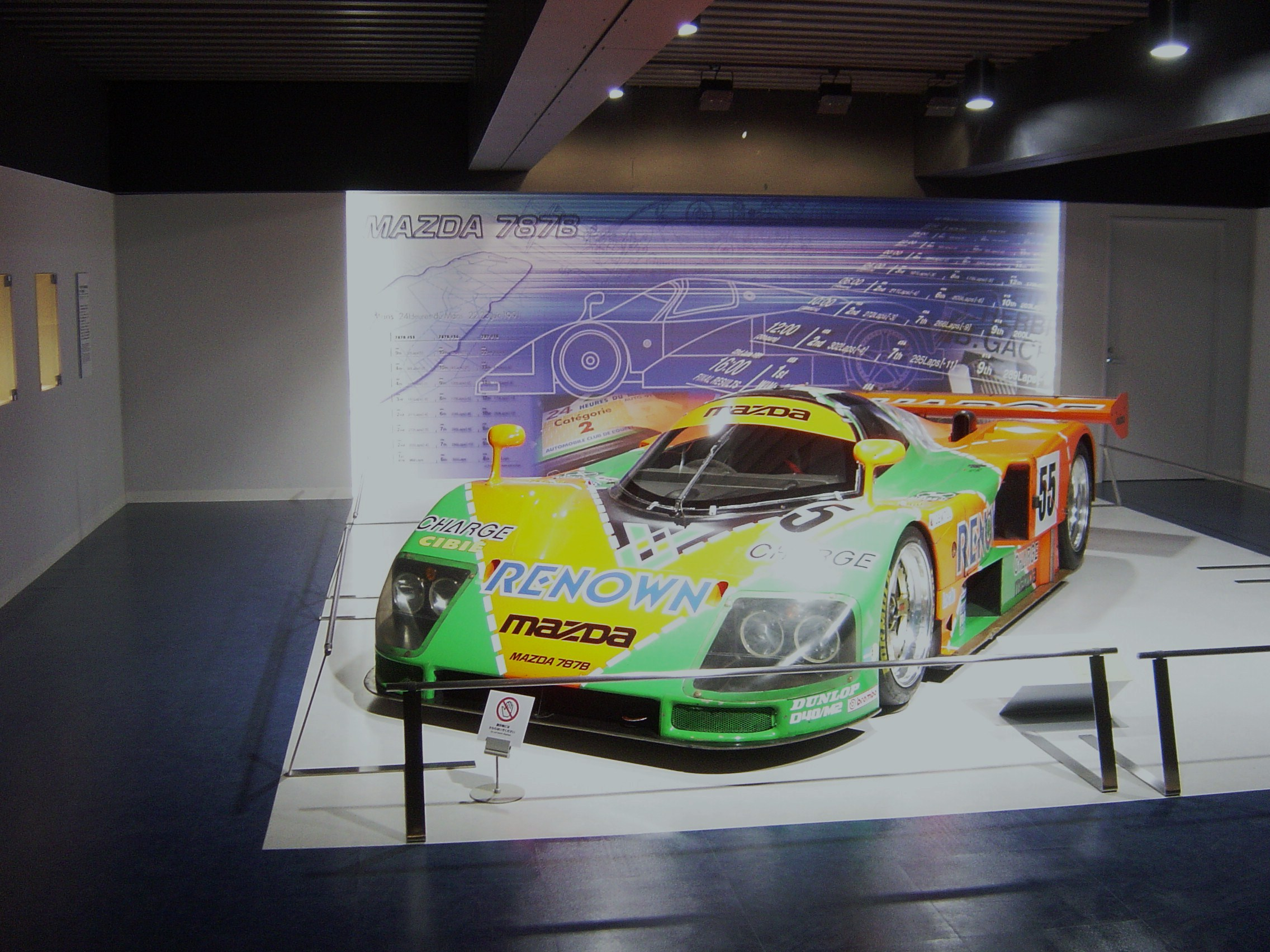
マツダミュージアムに展示されている787B

ル・マン優勝車である55号車は広島県のマツダ本社内にあるマツダミュージアムで動態保存されている。イベントなど、何らかの理由で55号車が貸し出されている間は、レプリカもしくは767Bが展示される。
1999年6月のグッドウッド・フェスティバル・オブ・スピードに出走する。その出走前の事前テストでクラッシュし小破する。その後修復され走行可能な状態になる。
2000年11月に放送されたNHKのドキュメンタリー番組、プロジェクトX〜挑戦者たち〜や、テレビ朝日系のカーグラフィックTVで実際に走行するシーンを見ることができたのみならず、カーグラフィックTVでは番組出演者田辺憲一と塚原久、自動車ジャーナリストのポール・フレールが試乗した。

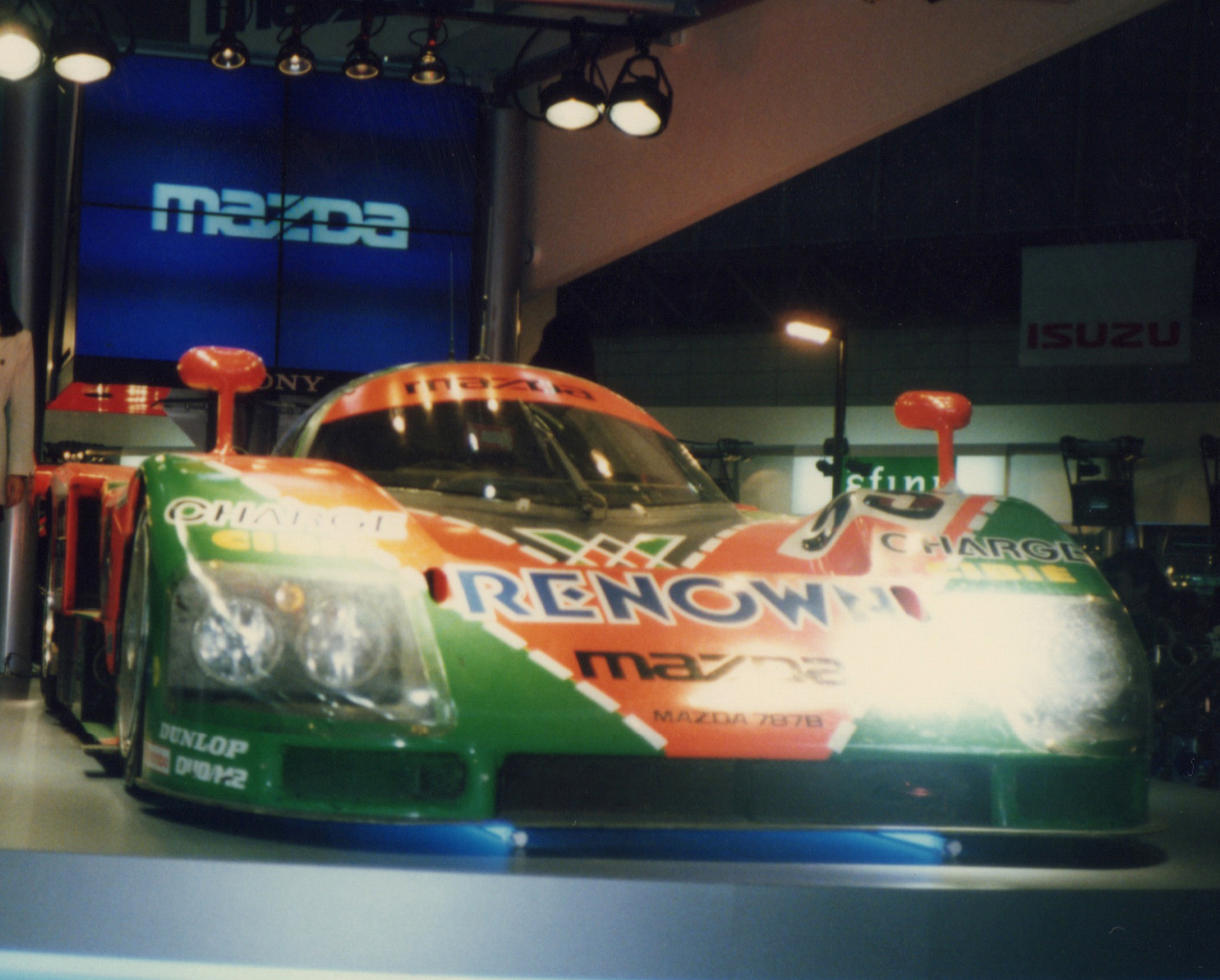
第29回東京モーターショーでの展示

その他にも、各地で行われたモータースポーツのイベントで走行する姿を披露しているが、エンジン内部の磨耗を防ぐ為にレブリミットは 7,000 rpmとされていた（本来は 8,500 rpm ）。またカーグラフィックTVでスチールブレーキディスクに変更されていると紹介されていたが、紹介当時はカーボンブレーキのままであった。ギヤ比はル・マン出場時の仕様から変更されておらず、2003年に旧MINEサーキットで黒澤琢弥が走行した際もギヤ比がまったく合わない状態での走行であった。以上のように年数回イベントで走行し、ビデオマガジンや自動車雑誌などにも走行シーンが掲載されていた。2006年3月26日に富士スピードウエイのタイムマシンフェスティバルで往年のCカーたちと走行。このときは767Bと一緒にデモ走行した。
しかし部品確保や維持コストの問題等もあり、それ以後5年間、55号車が走行することはなかった（走行無しのイベント出展は継続された）。マツダミュージアムにはR26Bエンジンも展示されているが、このエンジンも既に動かせる状態ではない。

#### 2011年ル・マン デモ走行

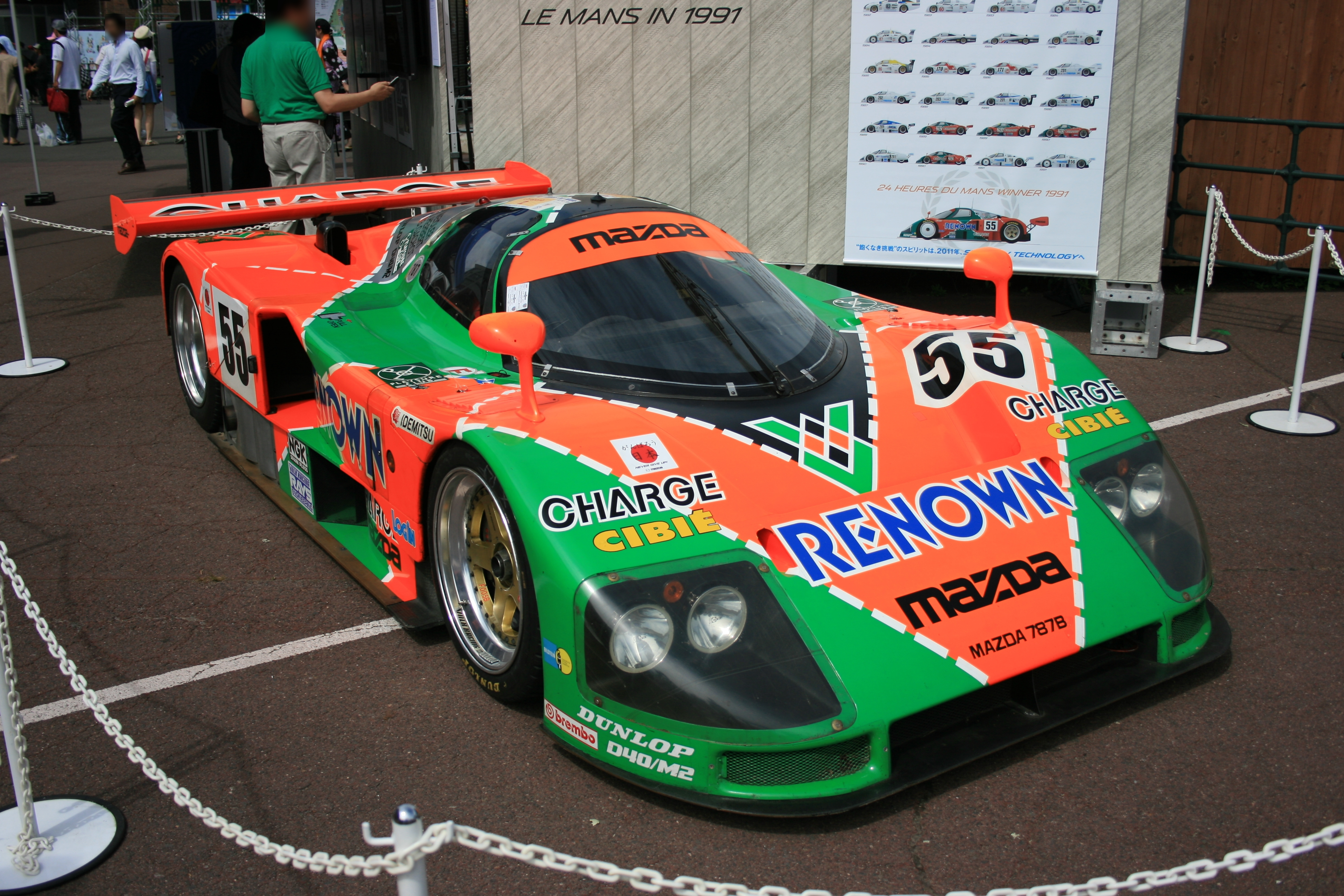
プロ野球マツダオールスターゲーム2011第3戦会場(日本製紙クリネックススタジアム宮城)の特別展示スペースにて

優勝から20周年となる2011年にル・マン主催者側より招聘され、レース開始前のル・マンのコースで、787Bのデモ走行ができないか、という提案であった。787B 1台のためだけのデモランであり、異例の待遇であったが、マツダでは招聘に応じるか、787Bに大金をつぎ込んでレストアする価値があるのか、など、なかなか決裁が降りなかった。やっとGOサインが出たのは東日本大震災の1週間前であり、ギリギリのタイミングであった。この招きに応じるために、787Bはエンジンを新調。車体もフルレストアされ、優勝当時の走行性能を取り戻した。使用の可否がわからず既製品のスチールローターに換装されたブレーキ、そして「がんばろう日本 NEVER GIVE UP！ MAZDA」というステッカーが追加された以外は当時とまったく同じ仕様であった。R26Bは202号車のスペアエンジン用を合わせて、2基が組み上げられた。保管されていたパーツを中心に組まれたが、一部パッキン類は新たに作成された。保管されているパーツの中で、状態の良いものから順に使用してきたため、R26Bエンジンが整備されるのは今回が最後とも言われている。マツダはモータースポーツから完全撤退して久しく、すでに社内に700馬力に対応するテストベンチもなく、オーバーホールされたエンジンはテストされることなくそのまま車体に搭載された。2011年5月17日、美祢自動車試験場にてエンジンラッピングを兼ねて公開テスト走行が行われた。ドライブしたのは片山義美・寺田陽次郎・従野孝司の3人。
ルマンでは、2011年6月9日～11日にデモ走行が行われた。6月9日は、アメリカ人俳優でアメリカ・グランダムGTシリーズにRX-8で参戦するチームのオーナーであり、自らドライバーでもあるパトリック・デンプシーが、サルテサーキットを2周走行した。
6月10日は、レース前日の恒例行事の「ドライバーズパレード」に参加。787Bをデイビッド・ケネディー（アイルランド）がドライブし、ル・マン市内を駆け抜けた。ロードスターでのパレードなども行われた。
6月11日、レース開始前の12時30分頃、787Bは大勢の観客が見守る中デモ走行を行った。ドライバーは、優勝時のドライバーの1人であるジョニー・ハーバートが務めた。ジョニー・ハーバートはこの日のために絶食ダイエットを実施し、レーシングスーツを着るために体を絞った。この走行ではマツダに許可を得て、エンジン回転制限なしの走行となった。当初デモ走行は1周の予定であったが787Bはコースを2周することを許された。その後ジョニー・ハーバートは1991年に優勝したにもかかわらず脱水症状によって立つことが出来なかった表彰台に笑顔で飛び乗った。その際1991年と同様に脱水症状で立てなくなるパフォーマンスを演じ、関係者らによって表彰台に運ばれるという一幕もあった。ピエール・デュドネ（ベルギー）、寺田陽次郎などの元マツダチーム関係者も現場にかけつけ、再会を祝った。それらの様子は車載カメラなどとともに詳細に記録され、マツダによって YouTube などで公開された。その後55号車はイギリスのグッドウッド・フェスティバル・オブ・スピードに参加し、その後に日本に帰った。
2011年9月3日、筑波サーキットで開催された第22回「メディア対抗レースロードスター4時間耐久レース」でのイベントで、デモ走行が行われた。ドライバーは寺田陽次郎が務めた。
2011年12月11日、岡山国際サーキットで開催されたマツダファンミーティングで片山義美が787Bのデモ走行を行った。

#### 2012年

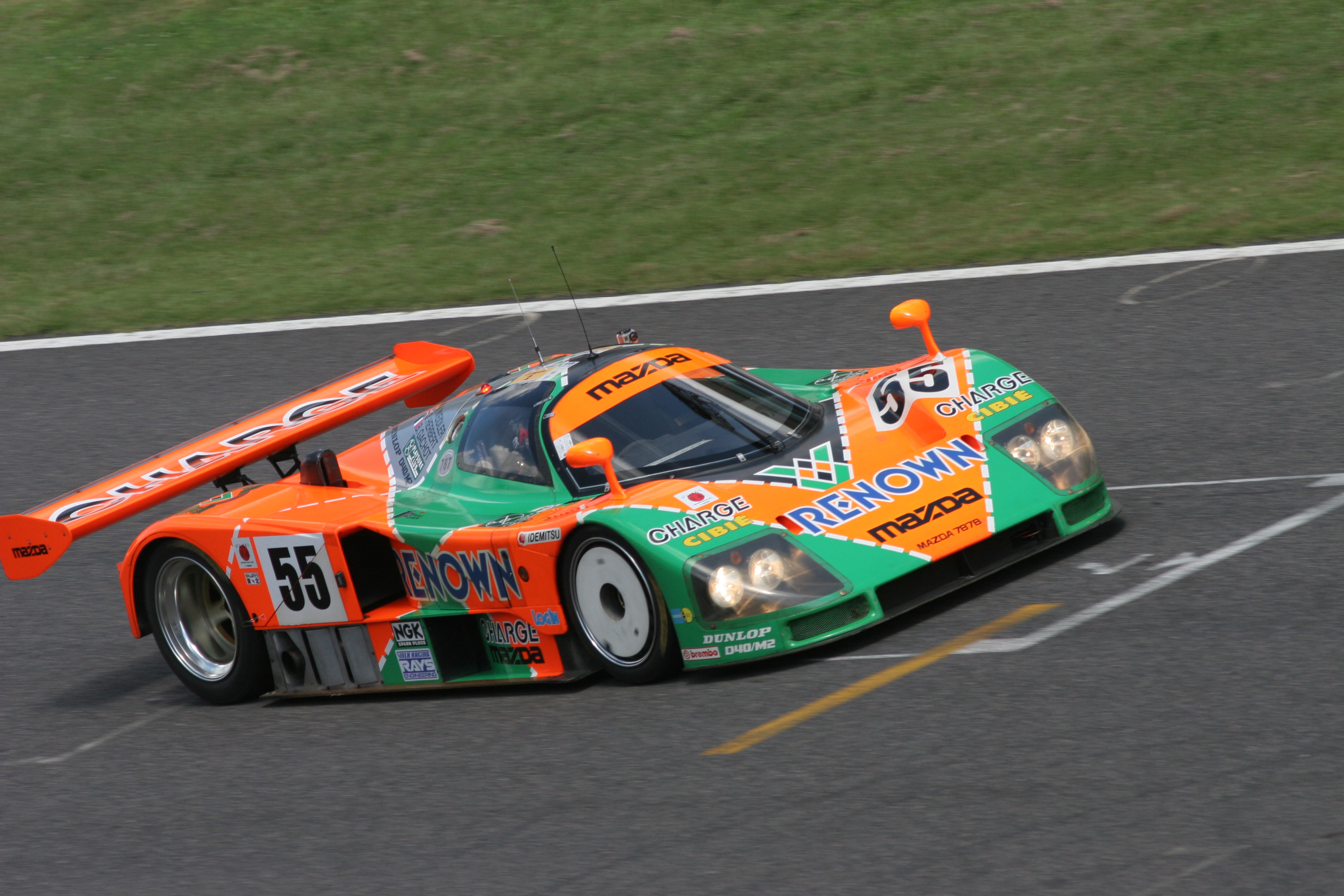
鈴鹿サーキットにてデモ走行中の787B（2012年9月1日）

鈴鹿サーキット50周年アニバーサリーデー内における「世界に通ずる鈴鹿1000km」にて2日間にわたってデモ走行。ドライバーは寺田陽次郎が務め、長谷見昌弘操る日産・R92CPと共に東コースを回転数制限無しでの全開走行が終わるとスタンドから大きな拍手が沸き起こった。

#### 2013年
ル・マン24時間レースが90回目を迎えた2013年、ネット投票や有識者の意見をもとに各年代のベストマシンを選ぶ企画が催され、787Bはプジョー・905とともに1990年代を代表するマシンに選出された。その他の各年代では1920年代のベントレー・スピード6、1930年代のアルファロメオ・8C、1940年代のフェラーリ・166MM、1950年代のジャガー・Dタイプ、1960年代のフォード・GT40 MKII、1970年代のポルシェ・917K、1980年代のポルシェ・962C、2000年代のアウディ・R10 TDI、2010年代のアウディ・R18 e-tron クワトロといった名車が選ばれている。
マツダミュージアム所蔵の787Bは再びルマンへ送られ、特設コーナーに展示された後、決勝レース開始前に各年代のマシンとともに隊列を組んでパレードランを行なった。ドライバーは再び寺田が務めた。

#### 2015年
グッドウッド・フェスティバル・オブ・スピードに参加し、当時MotoGPライダーだった、バレンティーノ・ロッシがドライブした。

#### 2022年
9年ぶりにル・マンにロータリーサウンドが響きわたった。本来は2021年に行われる予定であったが、コロナ禍により延期されていた。
ル・マン・クラシックの前座走行として、寺田陽次郎のドライブの下、サルト・サーキットを一周した。

#### 2023年
ル・マン24時間レースが100周年を迎えたこの年、再びル・マンに招待され、ル・マン100周年セレモニーに参加。ジャガー・XJR-9、ポルシェ・962C、Welter Racing P88といった、歴代ル・マン優勝車+αのパレードに参加した。その後グッドウッド・フェスティバル・オブ・スピードに参加。12年ぶりにジョニー・ハーバートがドライブした。MAZDA FAN FESTA 2023 IN OKAYAMAで先代車種のマツダ 737Cと共にデモランや後継車種のマツダ・MX-R01と共に展示される。

### 202号車
202号車は参戦終了後、マツダR&Dセンター横浜内で静態保存され、さらに一時期は55号車のための部品取りとなっていたが、2009年に走行可能な状態へのレストアが実施され、JSPC参戦当時の状態に復元されている。2009年7月11日に広島マリーナホップの駐車場を利用した特設コースで、低速ではあるがデモ走行を披露、2011年現在は美祢自動車試験場にて動態保存されている。
2014年12月7日（日）MAZDA FAN FESTA 2014 in OKAYAMAにて767B #202 ルマン参戦車、サバンナRX-3 レース仕様車らとデモ走行を行った。

### その他の787B

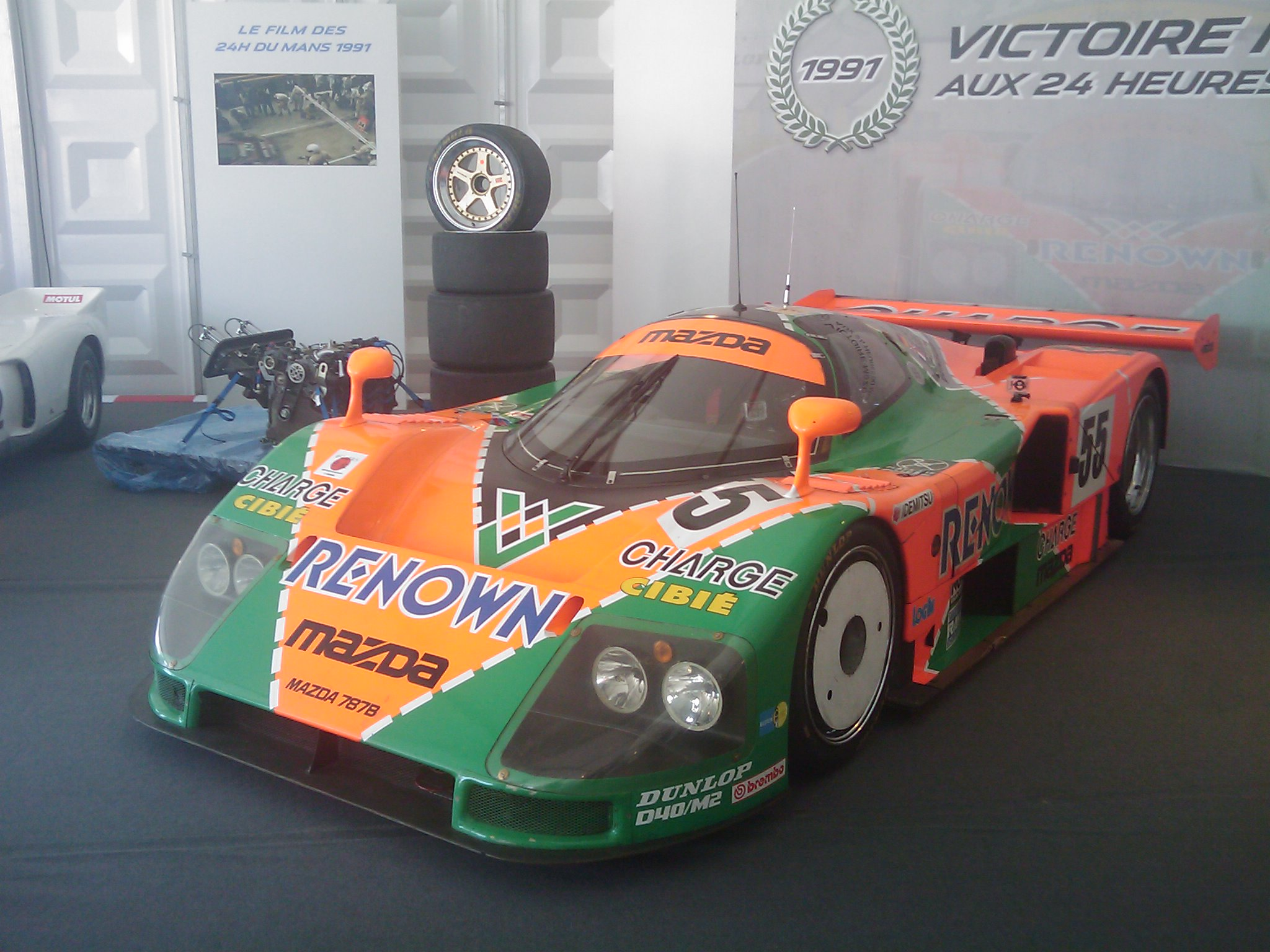
ル・マン24時間レース博物館の787Bレプリカ

- 18号車は参戦終了後に国内のコレクターに売却された。
- マツダは余ったパーツや757や767、787をベースに5台の787Bレプリカを製作し、1台をル・マンの博物館に寄贈した。その他4台は所有していたが、1台は輸送中の事故で廃棄されている。
- 5台目のレプリカは20年間にわたり小樽市総合博物館に展示されていたが2015年11月18日にマツダに返却された[22]。

## 幻の787C計画
1992年には3.5リットルV型10気筒エンジンを搭載したMX-R01でルマンに参戦することになったが、それと平行して787Bの改良型が三次テストコースで開発されていた。787Bにアクティブサスペンションやドライブ・バイ・ワイヤを搭載する予定であった。アクティブサスペンションは767で初期実験が行われ、油圧式で開発が進められた。後に787Bに搭載され、富士スピードウエイでのテスト走行でも良好な感触が得られていた。他にもチタン製ハブナックルの採用や、前後カウルの空力デザイン、アンダーカバー、エンジン補機レイアウトの変更が予定されていた。改良型は787Cと呼ばれることになっており、パーツの設計や製造が行われていたが、結局完成することなく、マツダのモータースポーツ計画の縮小-撤退により、計画は破棄された。

## フィクションとしてのマツダロータリー
カーレース小説の『お気に入りがルマンに優勝する時』（1991年刊）でSF作家の高齋正の小説内で読者の選択次第でマツダの4ローターの新型車「マツダ777C」がルマンで日本車初の優勝をする描写がある（メインスポンサーはレナウンではなくニコン）。まさしく同年のマツダのルマン優勝を予言した小説で、同作家の代表作『ホンダがレースに復帰する時』、『ランサーがモンテを目指す時』とともに未来予測小説として当時のカーレースファンから賞賛されている。

## 特記事項
- ルマンでは、ロータリーエンジン搭載車はマツダだけであったことと、1990年までに目立った成績を残していなかったことが幸いし、他メーカーのグループCカー（カテゴリー2）の最低重量が前年の100 kg増しの1,000 kg（ただしポルシェ・962Cは950 kg）となっていたのに対し、ロータリーエンジン搭載車は前年より30 kg増しの830 kgの最低重量とされており、重量面で非常に有利であった[1]。ただし前年モデルの787でも車検時には規則上の最低車重800 kgより30 kg重い830 kgであり、1991年のレギュレーション変更に伴う重量増は実質的には0であった[注 2]。
- 2位に上がった時点でチームスタッフは順位キープを狙おうとしたが、監督の大橋孝至は逆に1周あたり1秒のペースアップを指示。追い上げられていると見たメルセデス陣営はさらなるペースアップを指示したが、それが裏目に出てエンジントラブルの誘因となった可能性がある[23]。
- レース雑誌『Racing On』の取材で大橋は、ペースアップはアドバイザーのジャッキー・イクスの提案で、イクスがかつてドイツのチームでドライブしていた経験から、「ペースを上げよう。ドイツ人は下位とのマージンを必要以上に確保したがる。こちらが2秒ラップタイムを上げれば、メルセデスは3秒から4秒ペースを上げるはずだ。」といったと語っている。
- 優勝に貢献したジャッキー・イクスに対し、マツダはル・マン優勝後、ボーナスの提供を申し出たが、イクスは「私はマツダを優勝させるために契約したのだから、優勝したからといってボーナスを貰う理由は無い。」と固辞したエピソードがある。
- 787Bは、ル・マン24時間に的を絞ったマシンであったが、1991年10月 JSPC・富士1000km以降は、短距離仕様（1,000 kmレース仕様）が登場した。202号車に対し、ヘッドランプの撤去やリアタイヤにカバーを行うと同時にラジエーター容量を少なくして軽量化を実施した。
- 乗車定員は1名となっているが、プロトタイプスポーツカーの規則（"市販化を考慮した試作車"という伝統の形式）に則り、助手席も設置されている。左側に簡易シート（状のパッド）を貼り付けて何とか乗車することも可能で、実際にポール・フレールは孫と2人で787に乗車し、テストコースを走行している。シフトレバーの配置は右側である。
- 「日本メーカーのマツダが欧州のビッグレースで勝ったからロータリーエンジンは禁止された」という説が巷で流布されているが、1991年導入の新規定はFISA（国際自動車スポーツ連盟）がグループCのメーカーがF1にもエンジン供給するように規格をF1側に合わせたものであり[24]、ロータリーだけを狙い撃ちしたものではない[注 3]。元より1991年は旧規定メーカーに1年だけ猶予を与える移行期間であったという事実、マツダスピードのル・マンおよびWSPC、JSPCでの優勝は1991年ル・マンの1回のみに留まっているという事実、さらには本記事でも記述した最低重量を軽減してもらえた事実からもわかる通り、「ロータリーエンジンが強すぎたから禁止された」という説については明確に誤りである。

## 類似車両
ニュージーランドのレーシングドライバーであるマイケル・ウィデットにより「マツダ787D」という5ローターのドリフト専用車両が制作された。